# Río Haro
El río Haro es un río del distrito de Abbottabad, en la provincia de la Frontera del Noroeste, Pakistán. Relacionado con el Rig Vedá.
Sus cuatro principales afluentes son:
- El Lora Haro. Desciende de las colinas Murree cerca de Lora.
- El Stora Haro. Desciende de las colinas Nathia Gali.
- El Neelan. Desciende de las colinas Nara.
- El Kunhad. Desciende por Siribang and Dubran.

Otros afluentes menores son:
- Jab
- Hally'Desera
- Najafpur.

- Datos: Q405695
- Multimedia: Haro River / Q405695